# Wóz remontowy dla systemu artyleryjskiego Rak
Wóz remontowy dla systemu artyleryjskiego Rak – polski specjalistyczny pojazd wojskowy produkowany przez Hutę Stalowa Wola, zakład w Jelczu. Przeznaczony do polowego remontu uzbrojenia i elektroniki, wsparcia w wykonywaniu obsługi technicznej, dostarczania podzespołów i części zamiennych, dla kompanijnego modułu ogniowego 120 mm kołowych moździerzy samobieżnych M120K Rak.

## Konstrukcja
Pojazd został skonstruowany na zmodernizowanym podwoziu samochodu ciężarowego Jelcz P662D.35 z układem napędowym 6x6, przystosowanym do jazdy w trudnych warunkach terenowych. Rama została przystosowana do mocowania kontenera. Posiada wyciągarkę, urządzenie holownicze i hol sztywny. Wyposażony w czteroosobową opancerzoną kabinę zapewniającą załodze ochronę przed pociskami i odłamkami na poziomie I wg. STANAG 4569. Wyposażony w  nawigację satelitarną, stanowisko strzeleckie z karabinem maszynowym 7,62 mm, pokładowy zestaw urządzeń łączności FONET, radiostację pokładową UKF, oraz urządzenie filtrowentylacyjne zabudowane w kabinie zapewniające nadciśnienie min. 200 Pa.

## Kontener warsztatowy
20-stopowy kontener warsztatowy typu 1C o zabudowie modułowej, składający się z przedziału technicznego i przedziału warsztatowego o wymiarach: 
- długość - 6058 mm,
- szerokość - 238 mm,
- wysokość - 238 mm,

Wyposażony w zestaw podpór hydraulicznych umożliwiających szybki rozładunek i załadunek kontenera  na podwozie. Sterowanie elektrohydrauliczne zdalne, lub z pulpitu umieszczonego w przedziale technicznym.

## Wyposażenie kontenera

### Przedział techniczny
- moduł klimatyzacji,
- moduł zasilania elektrycznego, invertera i akumulatorów,
- moduł filtrowentylacji i osuszacza,
- moduł pokładowego zespołu prądotwórczego o mocy 8 kW i napięciu znamionowym 3x400 V AC, 50 Hz,
- moduł przenośnego zespołu prądotwórczego o mocy 2 kW i napięciu 230 V, 50 Hz
- moduł sprężarki powietrza,
- moduł samopoziomujący układ podnoszenia kontenera[3],

### Przedział warsztatowy
Wyposażony w podstawowe i specjalistyczne narzędzia i urządzenia warsztatowe, oraz zestaw części zamiennych. Zabudowany modułowymi stołami i szafkami po obu stronach przedziału. Drzwi z oknem w tylnej ścianie, okno z żaluzją w prawej ścianie, oświetlenie podstawowe sufitowe sterowane czujnikami w drzwiach, oświetlenie miejscowe stanowisk pracy, klimatyzacja, ogrzewanie, filtrowentylacja, gniazda elektryczne zasilające 230 V AC, gniazdo zasilania sprężonego powietrza. Zespół butli z azotem zamocowany w komorze otwieranej od zewnątrz, po prawej stronie kontenera.

## Napęd
- Silnik: Iveco Cursor 10 Euro 3, poj. 10,3 l, moc 430 KM (316 kW), wysokoprężny, sześciocylindrowy, rzędowy, pionowy, z turbodoładowaniem i chłodzeniem powietrza doładowującego[5].
- Skrzynia biegów: firmy ZF,12-biegowa zautomatyzowana zblokowana z silnikiem, oraz dwubiegowa skrzynia rozdzielcza[6].
- Mosty napędowe: sztywne z ogumieniem (14.00 R20), opony szerokoprofilowe z bieżnikiem terenowym, z centralną regulacją ciśnienia we wszystkich kołach[3][4].

## Wersje
Na tym samym podwoziu i z tym samym kontenerem został skonstruowany wóz remontowy uzbrojenia i elektroniki dla systemu DMO Regina.